# Caroline Rellstab
Caroline Rellstab   (Berlín, 18 d'abril de 1793 - 17 de febrer de 1813) va ser una cantant d'òpera (soprano) alemanya.
Caroline Rellstab era una de les vuit germanes, tres filles (entre les quals hi havia Henriette Rellstab i Amalie, i cinc fills, entre ells el poeta Ludwig, el músic i editor musical Johann Carl Friedrich Rellstab (1759-1813) i la seva dona Caroline Charlotte Richter.
Ja de ben jove va atraure molta atenció com a cantant de concert. Es deia que havia arribat a un to amb la veu que poques vegades se sent. La seva primera carrera als 19 anys va acabar en morir de forma sobtada.